# Tony Blanco
Tony Enrique Blanco Cabrera (San Juan, 10 de noviembre de 1981-Santo Domingo, 8 de abril de 2025) fue un outfielder/infielder dominicano que jugó en las Grandes Ligas de Béisbol para los Nacionales de Washington durante la temporada 2005. Blanco se desempeñaba sobre todo como jardinero izquierdo, tercera base y primera base. En su temporada de novato en las mayores bateó para .177 con un jonrón y siete carreras remolcadas.

## Biografía
Blanco comenzó su carrera en el sistema de novatos de los Medias Rojas de Boston en la tercera base. En 2002 fue cambiado a los Rojos de Cincinnati. Visualizado como un prospecto en la organización de los Rojos en 2003, Blanco se hizo un nombre mientras jugaba para los Potomac Cannons de la Liga de Carolina. Blanco fue seleccionado por los Nacionales como una opción en el Draft de la Regla 5 en 2005 y comenzó el año jugando para los Potomac Nationals. Blanco fue invitado a los entrenamientos de primavera por el club de Grandes Ligas y rápidamente hizo el roster a principios de 2005, jugando en 56 partidos. No ha jugado en las mayores desde entonces.
En 2008, Blanco jugó para el equipo Doble-A, Tulsa Drillers en la organización de los Rockies de Colorado bateando .323 con 23 jonrones y 88 carreras impulsadas. Después de la temporada 2008, Blanco jugó en la liga invernal dominicana con las Estrellas Orientales. Fue adquirido por los Chunichi Dragons, quienes habrían liberado a su primera base titular Tyrone Woods, debido a su alto salario, poco tiempo después.
Su primer año en la NPB fue todo un éxito, y se hizo conocido sobre todo por su poder.  Incluyendo un jonrón en el Nagoya Dome (por primera vez en la historia del estadio). Terminó su primera temporada con números impresionantes: 39 jonrones y 110 impulsadas, ambos liderando la Liga Central, junto con un promedio de bateo de .275. Aparte de ser premiados en al categoría de jonrones y carreras impulsadas, fue premiado también con el Central League Performance Award en el juego de interliga (11 HR  y 24 RBI) y ganó el Derby de Jonrones antes del Juego de las Estrellas (en el que también estaba jugando como primera base titular de la Liga Central).

## Muerte
Blanco falleció en el colapso del techo de la discoteca Jet Set en Santo Domingo el martes 8 de abril de 2025.